# فرودگاه آوگسبورگ
فرودگاه آوگسبورگ (به انگلیسی: Augsburg Airport) (به زبان بومی: Flughafen Augsburg) یک فرودگاه همگانی با کد یاتا AGB است که یک باند فرود آسفالت دارد و طول باند آن ۱۲۸۰ متر است. این فرودگاه در شهر آگسبورگ کشور آلمان قرار دارد و در ارتفاع ۴۶۲ متری از سطح دریا واقع شده‌است.